# Tectariaceae
Die Tectariaceae sind eine Pflanzenfamilie aus der Ordnung der Tüpfelfarnartigen (Polypodiales) innerhalb der Echten Farne (Polypodiopsida). Die acht Gattungen sind pantropisch verbreitet.

## Beschreibung

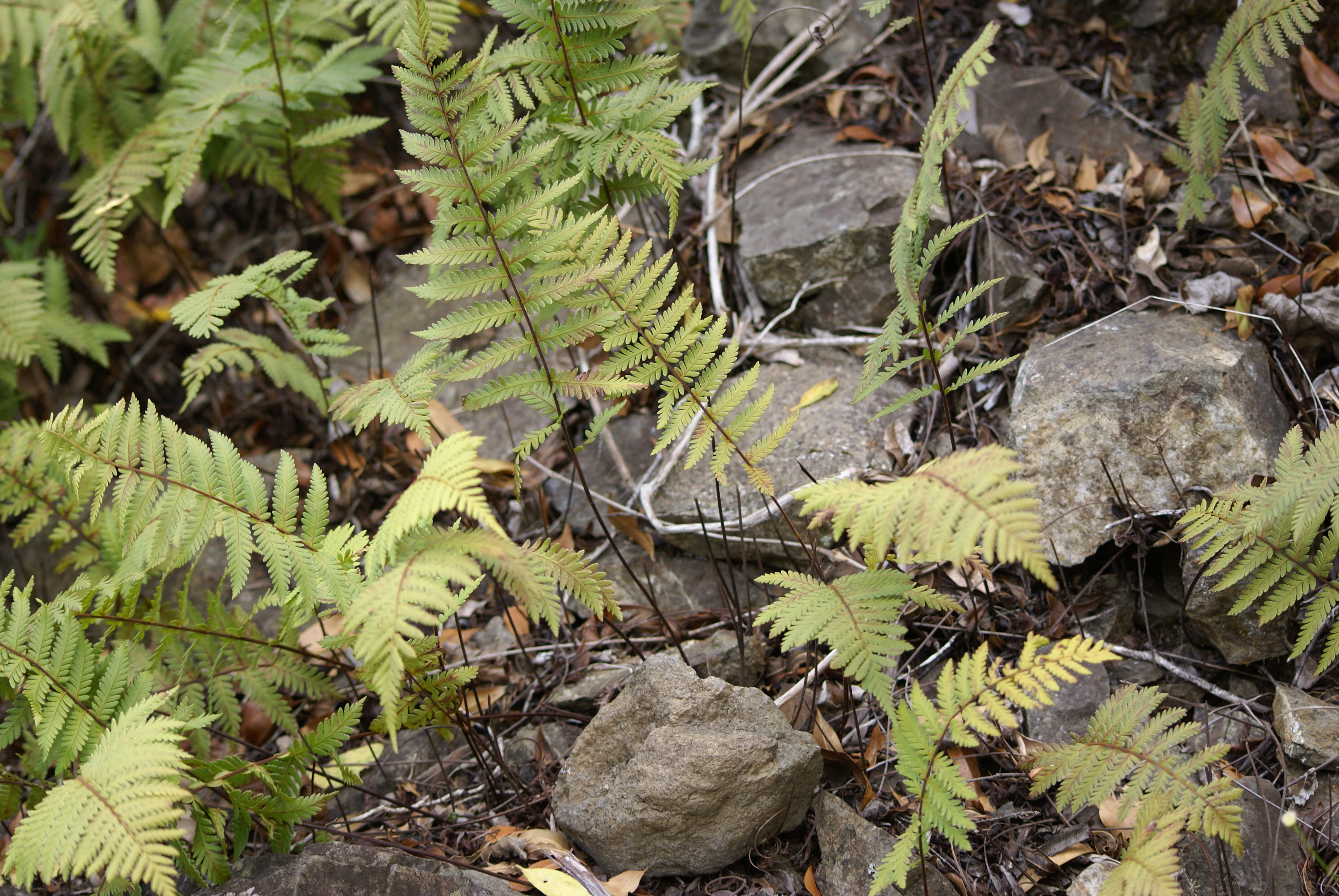
Habitus von Arthropteris orientalis

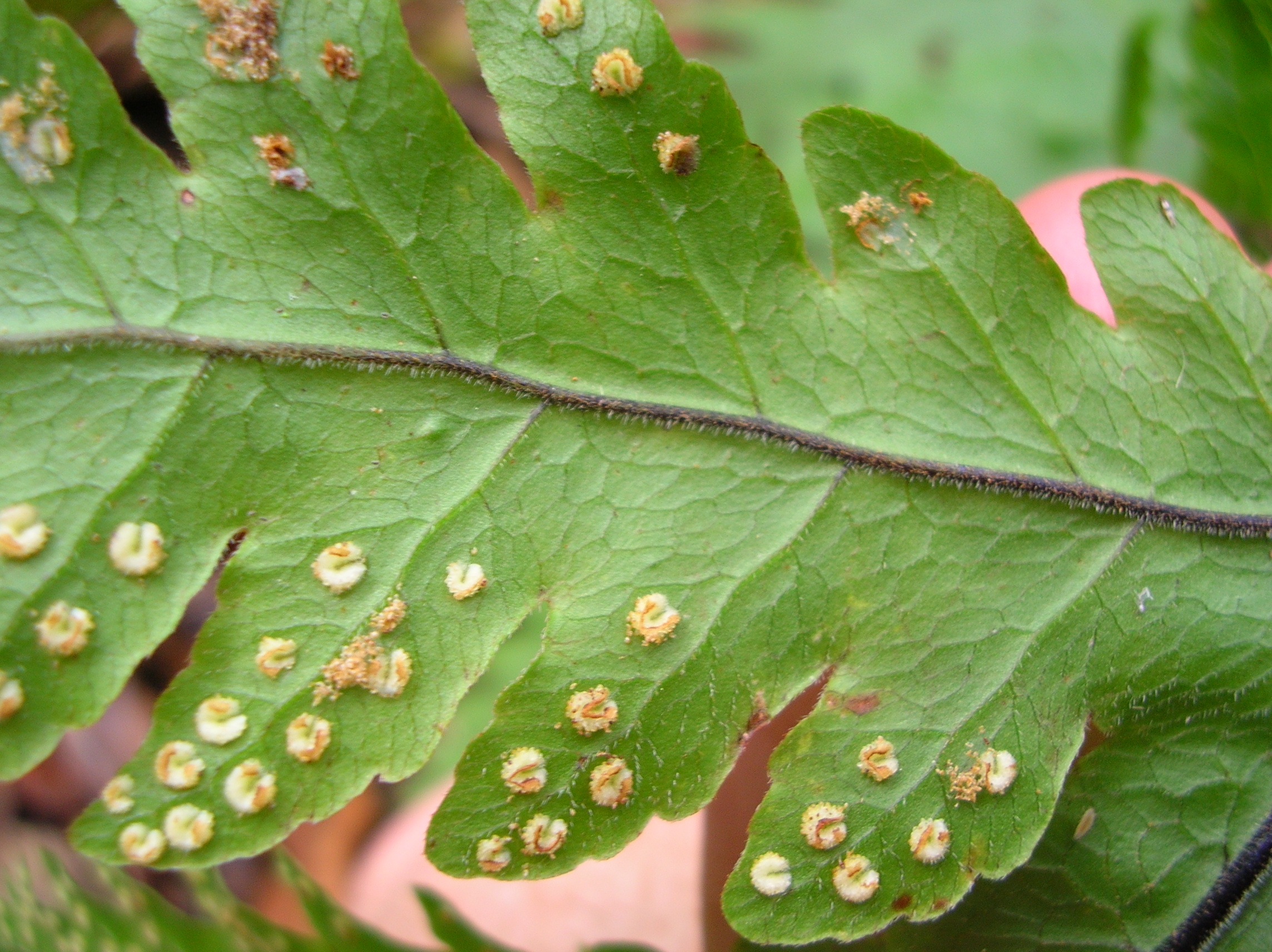
Blattunterseite mit Sori von Tectaria gaudichaudii

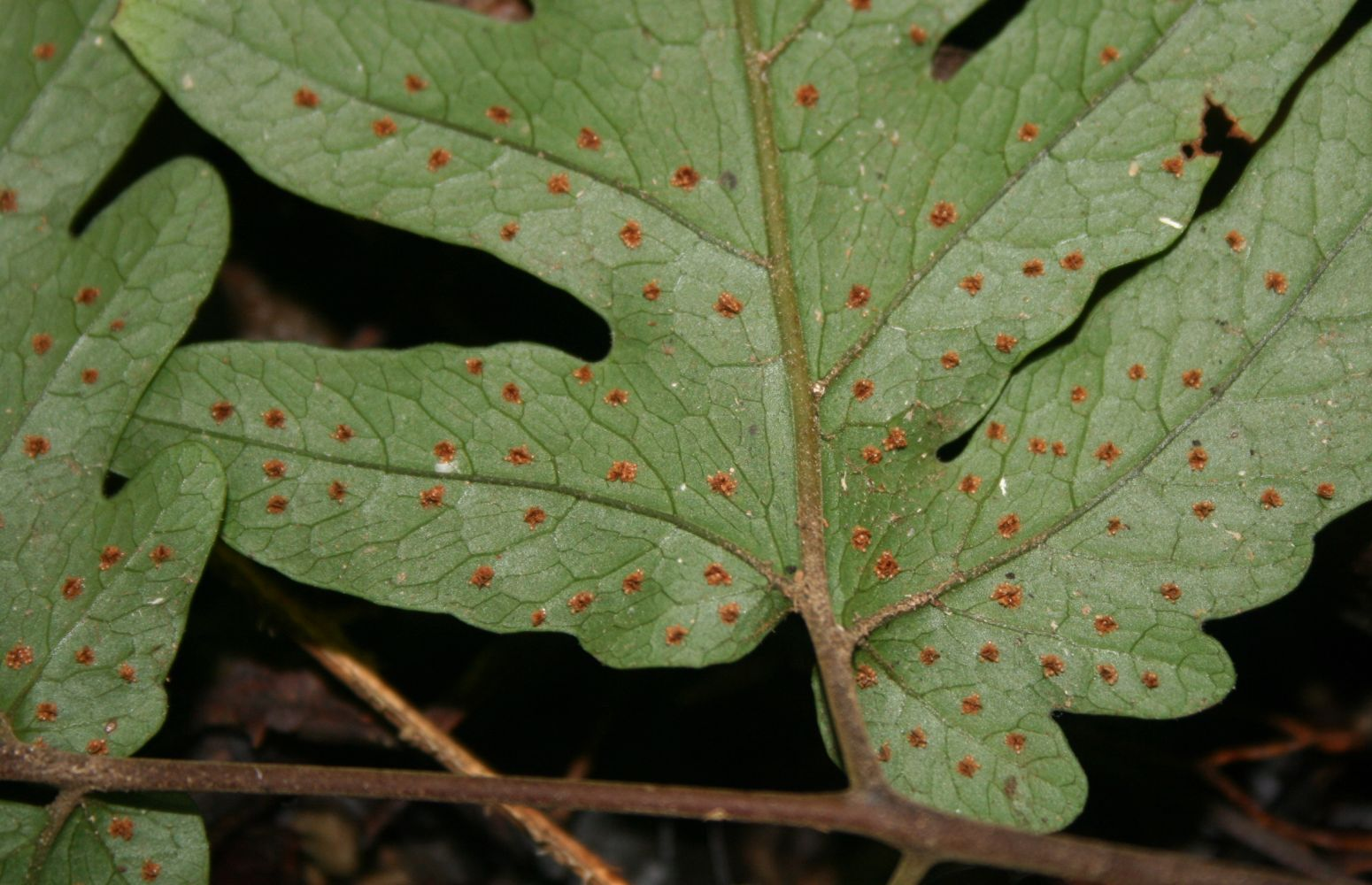
Blattunterseite mit Sori von Tectaria rivalis

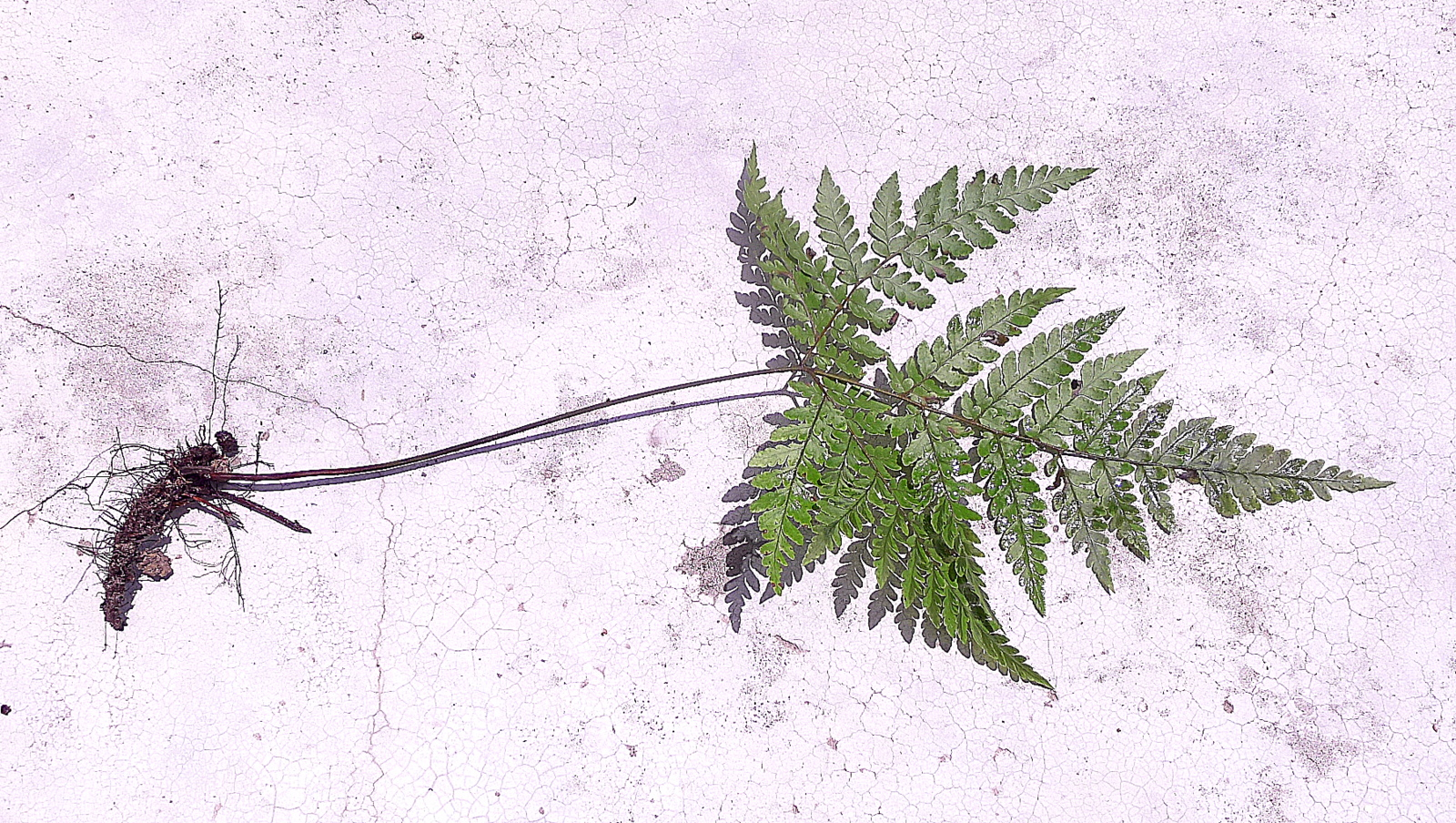
Unterirdischer und oberirdischer Pflanzenteil von Triplophyllum hirsutum

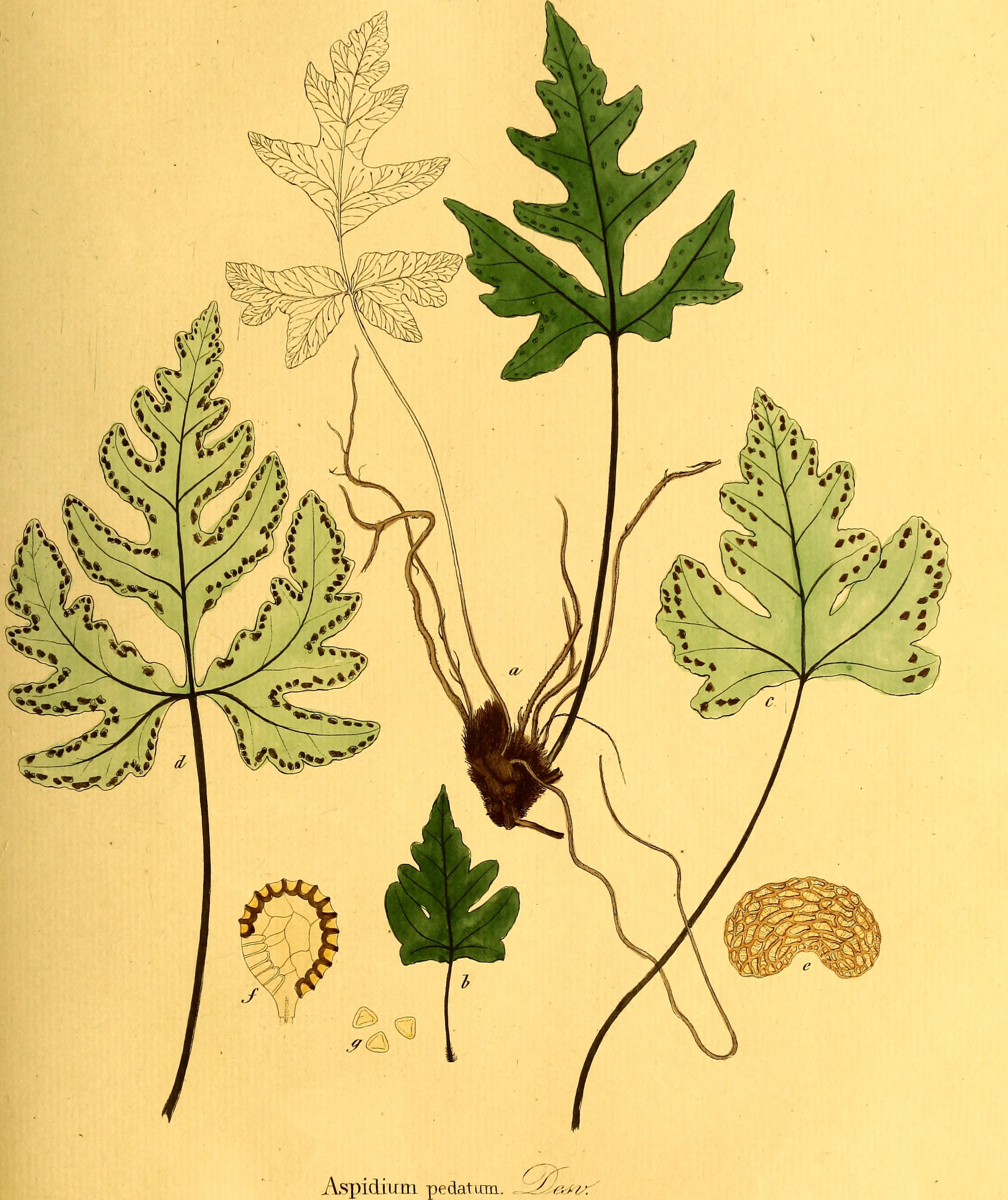
Illustration von Tectaria pedata aus Die Farrnkräuter in kolorirten Abbildungen naturgetreu Erläutert und Beschrieben, 1840

Es sind ausdauernde krautige Pflanzen. Die Tectariaceae-Arten wachsen terrestrisch. Die Rhizome sind meist kurz kriechend oder aufsteigend. Sie haben eine Dictyostele und tragen Schuppen. Der Blattstiel fällt nicht ab und hat im Querschnitt einen Ring aus Leitbündeln. Die Blattspreiten sind einfach oder einfach bzw. doppelt gefiedert. Achsen und Blattadern, manchmal auch die Spreiten, sind behaart. Die Nerven enden frei oder sind reichlich anastomosierend.
Die Indusien sind nierenförmig oder schildartig, in einigen Arten auch fehlend. Die Sporen sind braun, nierenförmig, monolet (einfache Narbe) und verschieden ornamentiert.
Die Chromosomengrundzahl beträgt x = 40, selten 39 oder 41.

## Systematik und Verbreitung
Die Familie ist im hier angegebenen Umfang wahrscheinlich monophyletisch. Sie ist pantropisch verbreitet. und  umfasst 8 Gattungen mit insgesamt rund 330 Arten, die meisten davon in Tectaria s. l. Die Gattungsabgrenzungen sind unklar.
- Arthropteris J.Sm.:[3] 13 Arten, im tropischen Afrika sowie Madagaskar, im südwestlichen bis östlichen Asien und auf Pazifischen Inseln, in Australien, Malesien und auf den Juan Fernandez Inseln.[9]
- Draconopteris LiBingZhang & LiangZhang: Mit einer Art:[3]
  - Draconopteris draconoptera (D.C.Eaton) LiBingZhang & Liang Zhang: Honduras, Nicaragua, Costa Rica, Panama, Kolumbien, Ecuador, Peru, Bolivien und Brasilien.[9]
- Hypoderris R.Br. ex Hook.: Drei Arten in der Neotropis.[9]
- Malaifilix LiBingZhang & Schuettp.: Mit einer Art:[3]
  - Malaifilix grandidentata (Ces.) LiBingZhang & Schuettp.: Malaysia, Singapur, Sumatra und Borneo.[3][9]
- Pleocnemia C.Presl: 20 Arten, vom nordöstlichen Indien sowie dem südöstlichen China über Malaysia und die westlichen Pazifischen Inseln bis Samoa.[1]
- Pteridrys C.Chr. & Ching: Sieben Arten, von Sri Lanka, dem nordöstlichen Indien sowie südlichen China über Indochina, Malaysia, Borneo bis Indonesien und Pazifischen Inseln.[1]
- Tectaria Cav. Über 230 Arten, pantropisch verbreitet.[5][4][6][7][8]
- Triplophyllum Holttum: 27 Arten, 18 in Afrika sowie Madagaskar und 9 im nördlichen Südamerika sowie auf karibischen Inseln.[9]